# 我們所生存的 MY ASIA
「我們所生存的 MY ASIA」（日語：僕らが生きる MY ASIA）是早安少女組。誕生10年紀念隊的第1張單曲。

## 收錄曲
1. 我們所生存的 MY ASIA
（作詞・作曲：淳君　編曲：高橋諭一）
2. 十年愛
（作詞･作曲：淳君　編曲：高橋諭一）
3. 我們所生存的 MY ASIA (Instrumental)

## 外部連結
- UP-FRONT WORKS唱片